# Orthodera gunnii
Orthodera gunnii es una especie de mantis de la familia Mantidae.

## Distribución geográfica
Se encuentra en Tasmania (Australia).